# فیلارمونیک ووچ

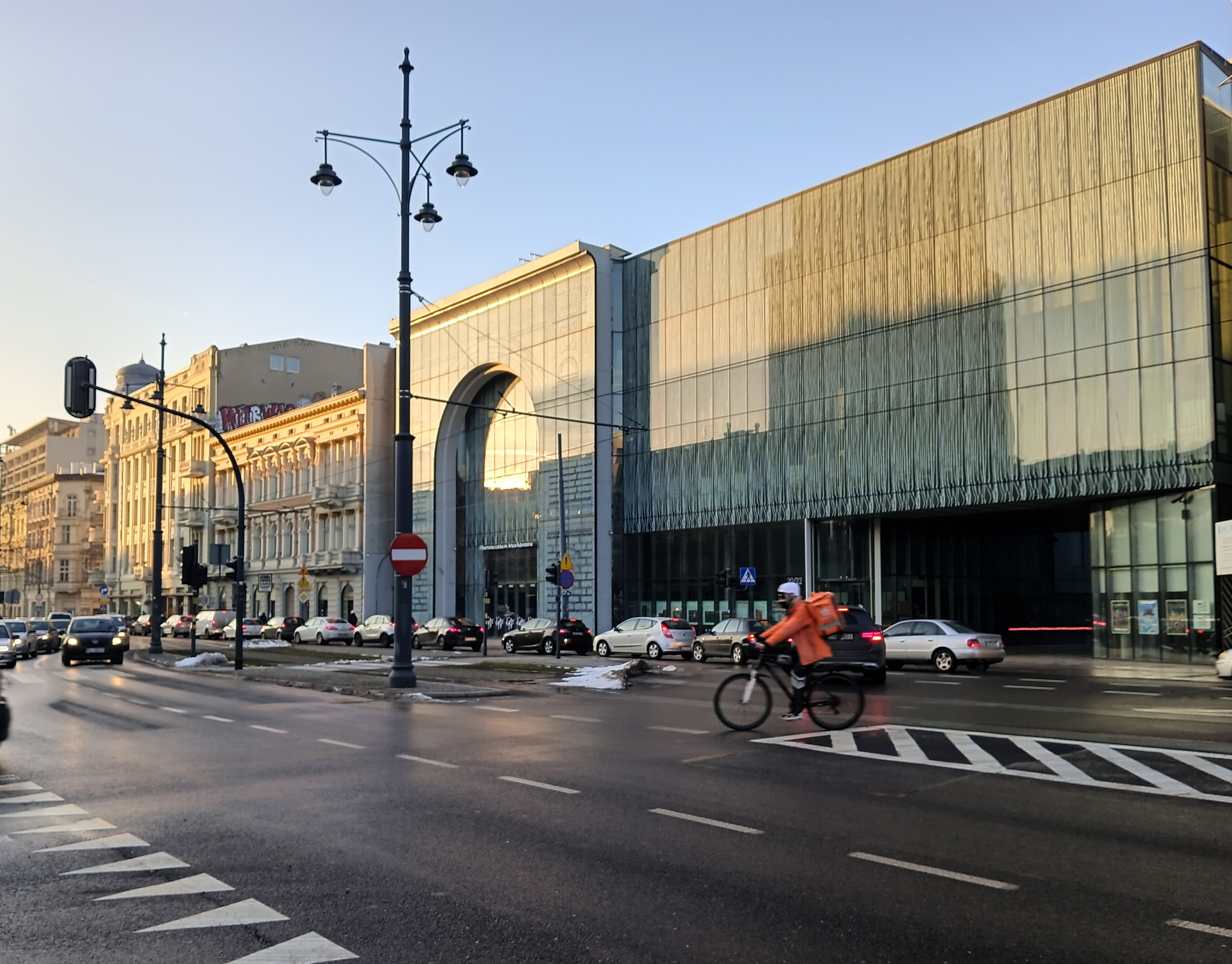
ارکستر فیلارمونیک ووچ، واقع در در خیابان ناروتوویچا

فیلارمونیک ووچ (لهستانی: Filharmonia Łódzka) یک ارکستر حرفه‌ای سمفونیک است که در شهر ووچ لهستان فعالیت می‌کند و در سال ۱۹۱۵ میلادی توسط «تادئوش مازورکیویچ» (آهنگساز و رهبر ارکستر) و «گوتلیبا تشنرا» (یک مدرس ویولنسل و کتاب‌فروش) پایه‌گذاری شد. هدف اولیهٔ این دو، راه‌اندازی یک گروه موسیقی موقت و کمک مالی به موسیقی‌دانان فقیر یا کم‌درآمد بود. ارکستر اولیه متشکل از ۶۰ موسیقی‌دان و نوازندهٔ حرفه‌ای و آماتور بود. آنان در نخستین اجرای خود چنان شورو شعفی ایجاد کردند، که سرمایه‌داری به نام «کارول ویلهلم شایلبلر» هزینهٔ لازم برای تبدیل این گروه موسیقی به یک ارکستر دائمی را، متقبل شد. تادئوش مازورکیویچ به‌عنوان نخستین رهبر ارکستر انتخاب شد. این ارکستر مابین سال‌های ۱۹۳۴ تا ۱۹۳۸ غیرفعال بود. پس از چند سال فعالیت، دوباره با آغاز جنگ جهانی دوم فعالیتش توقف یافت و پس از پایان جنگ مجدداً به اجرای برنامه پرداختند.
مکان جدید و فعلی این ارکستر سمفونیک «خانهٔ کنسرت ووچ» (لهستانی: Łódzki Dom Koncertowy) است که در سال ۲۰۰۴ افتتاح شد و مدیر و رهبر فعلی آن از سال ۲۰۰۷ میلادی، «لخ جرژانوفسکی» است.